# Yach Film 2014
23. Festiwal Polskich Wideoklipów Yach Film 2014 – festiwal odbył się w dniach 12-13 grudnia 2014 roku. Gala rozdania nagród odbyła się w gdańskim klubie Buffet. W skład jury weszli Yach Paszkiewicz, Krzysztof Skonieczny, Dorota Masłowska i Liroy.

## Grand Prix
| Laureat                                   | Nominowani | Źródło      |
| ----------------------------------------- | --- | ----------- |
| Marek Skrzecz - Fisz Emade Tworzywo „Pył” | Michał Braum - Artur Rojek „Beksa” Paweł Pożdzik - Kali, Gibbs „Piękny Ból” Michał Pańszczyk - Justyna Steczkowska „Terra” Mateusz Głowacki - L.U.C. & Motion Trio feat. Ania Rusowicz „Iluzji Łąka” | [ 2 ] [ 3 ] |

## Reżyseria
| Laureat                                | Nominowani | Źródło      |
| -------------------------------------- | --- | ----------- |
| Martyna Iwańska - Rebeka "Unconscious” | Maciej Szupica, Krzysztof Kiziewicz - Lao Che „Zombi” Piotr Golemo, Marcin Wokan - Golden Life „Bezpowrotnie” Mads Nygaard Hemmingsen - Czesław Śpiewa „Nienawidzę Cię Polsko” Dariusz Szermanowicz - Behemoth „Blow Your Trumpets Gabriel” | [ 2 ] [ 3 ] |

## Zdjęcia
| Laureat                                                                           | Nominowani | Źródło      |
| --------------------------------------------------------------------------------- | --- | ----------- |
| Jakub Lech, Szymon Topczewski - Ju Ghan & 1000AbstractMachines „Micro situations” | Arkadiusz Nowakowski - Xxanaxx „Story” Jacek Szymański - Kari Amirian „The winter is back” Damian Bieniek - Jan Kondrak „Wędrówką jedną życie jest człowieka” Karol Łakomiec, Michał Braum - Sister Wood „Under Covers” | [ 2 ] [ 3 ] |

## Kreacja Aktorska
| Laureat                                   | Nominowani | Źródło      |
| ----------------------------------------- | --- | ----------- |
| Anna Partini - Anna Partini „Na Wojtusia” | Adam Bendler - Van Bendler „Nie zadzieraj z byłym” Tatiana Okupnik – Tatiana Okupnik „Blizna” Natalia Przybysz – Natalia Przybysz „Nazywam się niebo” Agnieszka Chylińska – Agnieszka Chylińska „Kiedy Przyjdziesz Do Mnie” | [ 2 ] [ 3 ] |

## Animacja
| Laureat                      | Nominowani | Źródło      |
| ---------------------------- | --- | ----------- |
| Marcin Ożóg - Kariera „Dryf” | Bogna Warszawa - SinSen „Awa’N garda” Bartosz Trojanowski, Bartosz Lis - Warszawskie Combo Taneczne „Ach te Rumunki” Dawid Krępski - Plastic „I Want U” Łukasz Rusinek - Kasia Dereń „Nie ma kraju” | [ 2 ] [ 3 ] |

## Aranżacja Przestrzeni
| Laureat                                         | Nominowani | Źródło      |
| ----------------------------------------------- | --- | ----------- |
| r2d2kolektyw - The Dumplings „Technicolor Yawn” | Billy Gerard Frank - Mary Komasa „City Of My Dreams” Maciej Szupica, Krzysztof Kiziewicz - Gypsy Pill „Rudy” Paweł Klein, Izabella Izes Sawicka - The Shipyard „Water On Mars” Bartek Bartos & Piotr Bartos, Kamila Iżykowicz - Katarzyna Borek & Vojto Monteur „Fantasy on Prokofiev’s Violin Sonate Op.80” | [ 2 ] [ 3 ] |

## Innowacja
| Laureat                                                              | Nominowani | Źródło      |
| -------------------------------------------------------------------- | --- | ----------- |
| Maciek Salamon i Maciek Chodziński - Olo Walicki Kaszebe 2 „Salamon” | Urszula Morga, Bartosz Mikołajczyk - Gentleman! „Grindadrrap” Aleksander Kopruch Kozłowski - Rahim / Pokahontaz „Przeciwwaga” Maciek Markowski - Kariera „Manekiny” Monika Kotecka - en2ak „Pope’s Sinister Laugh” | [ 2 ] [ 3 ] |

## Drewniany Yach
| Laureat                                           | Źródło      |
| ------------------------------------------------- | ----------- |
| Urszula Morga i Bartosz Mikołajczyk „Esy Floresy” | [ 2 ] [ 3 ] |

## CyberYach
| Laureat                                                   | Źródło      |
| --------------------------------------------------------- | ----------- |
| Paweł Poździk i Marcin Gutkowski - Kali, Gibbs „H.E.R.O.” | [ 2 ] [ 3 ] |